# 加默廷根
加默廷根（德語：Gammertingen，發音：[ˈɡamɐtɪŋən] ⓘ）是德国巴登-符腾堡州蒂宾根行政区锡格马林根县的城市，面积52.97平方千米，2023年12月31日人口为6,298人。